# Direção-Geral dos Serviços Florestais e Aquícolas
A Direção-Geral dos Serviços Florestais e Aquícolas (DGSFA) foi um antigo organismo da administração direta do Estado Português responsável pela gestão de matas nacionais e áreas protegidas, reflorestação de dunas e ordenamento das montanhas, proteção dos arvoredos, correção torrencial e hidráulica florestal, fomento cinegético e aquícola, investigação científica e acompanhamento e apoio à produção florestal, nomeadamente de produtos lenhosos, cortiça, frutos e resina, exercendo as funções de autoridade florestal nacional.
Precedeu a existência da DGSFA a Administração Geral das Matas do Reino, existente entre 1924 e 1881. Foi recriada em 1919, logo após a instituição do Ministério da Agricultura, sendo herdeira dos Serviços Florestais da Direcção Geral da Agricultura e constituindo uma das principais direções-gerais do país, atuando no Continente e nos então distritos autónomos dos Açores e Madeira.
A DGSFA viria a ser reorganizada no âmbito da reestruturação da administração pública portuguesa ocorrida na década de 1970, sendo os serviços de investigação florestal incorporados no Instituto Nacional de Investigação Agrária (1975), enquanto que os seus serviços nos arquipélagos atlânticos iniciam o processo de integração nas novas administrações regionais (concluído em 1979). Em 1975 é renomeada como Direcção-Geral dos Recursos Florestais, a qual foi extinta em 1977, dando lugar à Direcção-Geral do Ordenamento e Gestão Florestal.
As estruturas do organismo operam, desde 2012, sob o nome Instituto da Conservação da Natureza e das Florestas.

## Directores-Gerais
Todos engenheiros silvicultores: 
- 1919-1931: Pedro Roberto da Cunha e Silva
- 1931: António Mendes de Almeida (interino)
- 1931-1948: José Mateus de Almeida de Mendia
- 1948-1962: Filipe Jorge Mendes Frazão
- 1962-1973: José Alves
- 1973-1974: Gabriel da Costa Gonçalves
- 1974-1977: José Caetano Velez

## Funcionários destacados
- Joaquim Vieira Natividade, entre 1930 e 1950;
- Humberto Machado, entre 1960 e 1975;[3]
- Ernesto Lara Filho, entre 1955 e 1975.